# Alaba Jonathan
Alaba Jonathan (Calabar, 1º giugno 1992) è una calciatrice nigeriana che gioca come portiere per il club Bayelsa Queens e la nazionale femminile della Nigeria.

## Carriera

### Club
Alaba Jonathan ha iniziato la sua carriera nei giovanili dei Navy Angels. Dopo aver fallito la qualificazione per la squadra senior dei Navy Angels, si è trasferita ai Pelican Stars nella primavera del 2010, dove ha firmato un contratto.

### Nazionale
È una componente della squadra nazionale della Nigeria, rappresentando il suo paese d'origine come terzo portiere della Coppa del Mondo femminile FIFA 2011 in Germania. Precedentemente, nel 2010, ha partecipato alla Coppa del Mondo U-20, sempre con la nazionale della Nigeria. Nel 2019 è stata selezionata nella nazionale nigeriana per la Coppa del mondo di calcio femminile in Francia.